# Cumbo (paroisse civile)
Pour les articles homonymes, voir Cumbo.
Cumbo est l'une des deux paroisses civiles de la municipalité d'Andrés Bello dans l'État de Miranda au Venezuela. Sa capitale est Cumbo. En 2011, sa population s'élève à 1 117 habitants.

## Géographie

### Démographie
Hormis sa capitale Cumbo, la paroisse civile possède plusieurs localités :
- Cumbo
- Caño Grande
- El Conde
- Santa Fé